# Kathrin Haacker
Kathrin Haacker (n. 3 aprilie 1967, Wismar, Rostock District⁠(d), RDG) este o canotoare ce a reprezentat Germania, medaliată olimpică. A participat la 3 ediții ale Jocurilor Olimpice (1988, 1992, 1996) în care a câștigat o medalie de aur și o medalie de bronz.